# Центральноберезинська рівнина

Центральноберезинська рівнина

Центральноберезинська рівнина — рівнина у межах східної і південно-східної частин Мінської, західної частини Могильовської і крайньої півночі Гомельської областей Білорусі. Площа — 28 тисяч км².
Протяжність рівнини з півночі на південь 165 км, із заходу на схід від 90 до 170 км. Висота 150—180 м. Поверхня плоскохвильова, поступово знижується на південь. Поширені зандрові рівнини, особливо в межиріччі Друті і Березини. Розвинений дюнний-горбистий рельєф. По всій території поширені улоговини стародавнього стоку, заторфовані улоговини спущених озер. Характерні ділянки крізних долин (Свіслоч — Птич, Кльова — Ольса і інші).
Найбільші річки: Дніпро з Друтью; Березина з притоками Бобер, Кльова, Ольса (ліворуч), Плису, Уша, Свіслоч (праворуч); Птич, верхів'я Ореси і Случі з Мороччю.
Озер мало, залишкові — Судобле, Сергіївське, в заплавах річок невеликі стариці.
Водосховища: Краснослободське на Морочі, Солегірське (частина) на Случі, Любанське на Оресі, Чигиринське на Друті, Осиповицьке на Свіслочі.
Під лісом 41 % території. У північних меж рівнини проходить північна межа суцільного розповсюдження граба, у південних — ялини. З півночі на південь ялинові ліси змінюються дубовими, а ялиново-соснові — широколисно-сосновими. Найпоширеніші соснові і широколисно-соснові (близько 60 %) ліси.
Найбільші болотяні масиви: Птич, Сутино болото, Цельська лісова дача, Щитковицькі луки, Клетишинське болото, Острови-Дулеби, Ясень. Луки в основному в заплавах крупних річок (Дніпро, Березина, Друть, Птич).
В межах Центральноберезинської рівнини шість заповідників.